# Allanblackia kimbiliensis
Allanblackia kimbiliensis är en tvåhjärtbladig växtart som beskrevs av Spirl.. Allanblackia kimbiliensis ingår i släktet Allanblackia och familjen Clusiaceae. Inga underarter finns listade i Catalogue of Life.